# Иван Сотиров (политик)
Вижте пояснителната страница за други личности с името Иван Сотиров.
Иван Георгиев Сотиров е български инженер и политик от СДС, заместник-председател на партията. Народен представител от парламентарната група на СДС в XXXVII народно събрание и от парламентарната група на ОДС в XL Народно събрание. Владее английски и руски език.

## Биография
Иван Сотиров е роден на 29 юли 1963 г. в град София. През 1981 г. завършва Софийската математическа гимназия. През 1987 г. завършва специалност „Подемно-транспортни машини и системи“ в Технически университет - София.
През 1987 г. става инженер във фирма „Пътища и съоръжения“ – София. От 1991 година е инженер в „Автобаза“ към Медицинска академия – София. През 1997 г. става член на СД на „Балканкар Холдинг“ ЕАД, а през 2000 г. е избран за председател на Надзорния съвет в дружеството.

### Политическа кариера
През 1990 г. става член на СДС. Избран е депутат от СДС в XXXVII народно събрание, след това става председател на столичната общинска организация на СДС в централния софийски район Средец, където от 2003 г. до 2005 г. е и кмет.

#### XL НС
На парламентарните избори в България през 2005 г. е избран за народен представител от листата на ОДС в 25 МИР София.
От октомври 2023 е общински съветник в София от коалицията КОД ("Синя София").